# Jean-Claude Bireau
Pour les articles homonymes, voir Bireau.
 (juillet 2022).
Si vous disposez d'ouvrages ou d'articles de référence ou si vous connaissez des sites web de qualité traitant du thème abordé ici, merci de compléter l'article en donnant les références utiles à sa vérifiabilité et en les liant à la section « Notes et références ».
Jean-Claude Bireau, né le 27 août 1937 à Libourne, est un homme politique français.

## Biographie
Kinésithérapeute installé à Libourne, J.-C. Bireau est d'abord élu local. Il entre au conseil municipal de Sablons (canton de Guîtres, arrondissement de Libourne, département de la Gironde) en 1971. Il devient maire en cours de mandat (1975). En 1979 il est élu conseiller général (divers droite) par le canton de Guîtres ; réélu en 1985 et 1992, il est battu en 1998 par le candidat socialiste. Membre du Conseil économique et social en 1980 et 1981, il est conseiller régional d'Aquitaine de 1988 à 1993.
En mars 1993, il est élu député RPR au second tour des élections législatives dans la circonscription de Libourne, devançant le député socialiste sortant, Gilbert Mitterrand, fils du président de la République. Il perd son siège contre le même après la dissolution de l'Assemblée nationale en 1997. Entretemps, en 1995, il ne se représente pas aux élections municipales à Sablons dont il était maire depuis vingt ans pour prendre la tête d'une liste RPR-UDF-divers droite à Libourne, laquelle est battue par celle du maire sortant, Gilbert Mitterrand. Il siège comme conseiller municipal (et préside le principal groupe de l'opposition) de Libourne de 1995 à 2001, année de son retrait de la vie politique.
De 2015 à 2019, nommé par le maire de Libourne, Philippe Buisson, il a présidé le Comité consultatif de prospective de Libourne, qui réunissait des personnalités qualifiées chargées d'étudier des questions soumises par le conseil municipal et de faire des propositions.

## Détail des fonctions et des mandats
Mandat parlementaire
- 28 mars 1993 - 21 avril 1997 : Député RPR de la 10e circonscription de la Gironde

## Décorations
- Chevalier de la Légion d'honneur[3]
- Chevalier de l'ordre des Palmes académiques